# Estergebergte
Het Estergebergte, ook Krottenkopfgebirge genoemd, is een gebergte dat deel uitmaakt van de Bayerische Voralpen, Noordelijke Kalkalpen. Het gebergte is gelegen in de Duitse vrijstaat Beieren. Ruwweg bevindt het gebergte zich tussen de twee rivieren Loisach en Isar. Het hoogste punt wordt gevormd door de Krottenkopf met 2086 meter.
- Krottenkopf (2086 m)
- Oberer Risskopf (2049 m)
- Kareck (2046 m)
- Bischof (2033 m)
- Henneneck (1964 m)
- Schindlerskopf (1940 m)
- Hoher Fricken (1940 m)
- Archtalkopf (1927 m)
- Hohe Kisten (1922 m)
- Simetsberg (1836 m)
- Klaffen (1829 m)
- Platteneck (1804 m)
- Wank (1780 m)
- Wallgauer Eck (1769 m)
- Amelsberg (1741 m)
- Roßwank (1688 m)
- Rotenkopf (1685 m)
- Vorderer Riedberg (1662 m)
- Zwölferköpfl (1656 m)
- Zunderkopf (1611 m)
- Kesselköpfe (1594 m)
- Mitterkopf (1529 m)
- Neuglägerkopf (1491 m)
- Zundereck (1478 m)
- Elferköpfl (1412 m)
- Bletschertalkopf (1358 m)
- Rindberg (1310 m)
- Schafkopf (1305 m)
- Krepelschrofen (1160 m)